# Астрагал донской
Астрага́л донско́й (лат. Astragálus tanaíticus) — растение; вид рода Астрагал (Astragalus) семейства Бобовые (Fabaceae); редкое растение востока Украины и юга России.

## Ботаническое описание
Жизненная форма — гемикриптофит. Многолетнее травянистое растение 15-27 см высотой, опушенная белыми волосками. Стебель укороченный, побеги розеточные. Имеет побег и стержневую корневую систему. Листья сложные, прикорневые, с 12-18 парами продолговатояйцеподобных листочков. Цветоносы (соцветия) 3-12 см длиной. Цветок в неплотных кистьях, по 9-30 в соцветии. Венчик 25-27 см длиной, жёлтый. Плод — продолговатояйцеподобный или продолговатоэлипсоподобный, рыжевато-волосатый боб 10-14 мм длиной, с носиком 2-3 мм длиной. Цветет в мае-июле. Плодоносит в июне-июле. Размножается семянами.

## Экология
Растет на сухих, бедных приречных песках, меловых и известняковых отложениях с разреженным травостоем и пониженной ценотической конкуренцией. Псаммофит, ксерофит.

## Распространение
Эндемик Среднерусской и Приазовской возвышенности. Астрагал донской растет в 20-30 местах, 8 из которых находятся на Украине.
В России этот вид встречается в Волгоградской, Ростовской и Пензенской областях.
На Украине он растёт в Луганской, Донецкой, Днепропетровской и Харьковской областях.
В Луганской области найден в трёх местах на левом берегу реки Северский Донец: недалеко от места её слияния с рекой Деркул в Станично-Луганском районе, в окрестностях города Счастье и у села Кряковка Славяносербского района.
В Донецкой области астрагал донской растет в отделе Каменные Могилы Украинского государственного степного природного заповедника.
В Днепропетровской области его можно встретить лишь в одном месте, неподалеку от села Великомихайловка Покровского района.
Очень редкое растение в долине реки Оскол в Харьковской области.
При столь фрагментарном ареале сейчас, вероятно, в значительной мере утратил резкие отличия от ближнего понтийско-сарматского вида Астрагала шерстистоцветкового («Astragalus pubiflorus DC.»), юго-восточной песчано-степной разновидностью которого и является Астрагал донской. Этим объясняется и ряд неверных указаний о нахождении «Astragalus tanaiticus» на меловых и каменистых склонах в лесостепи Украины или в южной части Пензенской области.

## Численность
Астрагал донской редкий вид, каждая из субпопуляций содержит лишь по несколько растений. В целом, численность имеет тенденцию к снижению. Основные причины: естественно-историческая редкость, низкая конкурентная способность вида, распашка степей, выпас скота, сбор из-за декоративности растения и изменение растительных сообществ на песчаных почвах.

## Охрана
Астрагал донской занесён в Красный список Международного Союза Охраны Природы (категория — Уязвимые виды (VU)), Европейского красного списка, в Приложении I Конвенции о сохранении европейской дикой природы и природных местообитаний (Бернская конвенция).
Вид находится под охраной в России и включен в Красную книгу России и в региональные Красные книги: (Красная книга Волгоградской области, Красная книга Ростовской области).
Растение внесено в «Красную книгу Украины» (Природоохранный статус вида — «Редкий») и Красную книгу Донецкой области.
Охраняется в отделениях «Каменные Могилы» Украинского государственного степного природного заповедника и «Стрельцовская степь» Луганского природного заповедника.